# Barguschat-Gebirge
Das Barguschat-Gebirge (armenisch Բարգուշատի լեռնաշղթա; russisch Баргушатский хребет) befindet sich in Südost-Armenien in der Provinz Sjunik.
Das Barguschat-Gebirge bildet einen östlichen Ausläufer des Sangesurkammes. 
Es verläuft in West-Ost-Richtung zwischen den Flussläufen von Worotan im Norden und Voghdschi im Süden.
Höchste Erhebung des Gebirgszugs bildet der 3399 m hohe Aramazd. Das Gebirge besteht hauptsächlich aus Sedimentgesteinen vulkanischen Ursprungs mit Intrusionen aus Granit und Granodiorit. Die Berghänge sind von Eichen- und Hainbuchenwäldern bedeckt. In höheren Lagen wächst subalpine und alpine Vegetation.
Die Südhänge des Barguschat-Gebirges befinden sich größtenteils innerhalb des Sangesur-Reservates. 

## Berge (Auswahl)
Im Folgenden sind eine Reihe von Gipfeln entlang dem Hauptkamm des Barguschat-Gebirges sortiert in West-Ost-Richtung aufgelistet: 
- Aramazd (3399 m) (⊙)